# HSK Widder
HSK Widder (HSK3, „Schiff 21”) – niemiecki krążownik pomocniczy (rajder) Kriegsmarine okresu II wojny światowej. Royal Navy nadało mu nazwę Raider D.

## Pierwsza faza służby
Budowany dla HAPAG (Hamburg America Line) w Howaldtswerke w Kilonii został zwodowany w 1930 roku jako frachtowiec „Neumark”. Zarekwirowany przez Kriegsmarine, został przerobiony do użycia jako rajder stoczni Blohm und Voss zimą 1939 roku. Wszedł do służby jako krążownik pomocniczy „Widder” 9 grudnia tego roku. W swój jedyny rejs wypłynął w maju 1940 roku.

## Rejs bojowy
„Widder” wyruszył jako część pierwszej fali niemieckich rajderów; dowódcą był Korvettenkapitän (później Fregattenkapitän) Helmuth von Ruckteschell.
Okręt opuścił Niemcy 6 maja, przepłynął przez Cieśninę Duńską i udał się do swojego regionu patrolowania na Atlantyku. Przez ponad 5 i pół miesiąca przechwycił i zatopił 10 statków o łącznej pojemności 58 644 BRT).
Po zakończeniu misji wrócił do okupowanej Francji 31 października 1940 roku.

## Dalsza służba
Oceniony jako nieprzydatny do roli rajdera „Widder” został przechrzczony na „Neumark” i używany jako okręt warsztatowy w Norwegii. Po wojnie został oddany Wielkiej Brytanii, gdzie służył jako „Ulysses”. Odsprzedany w 1950 roku do Niemiec jako „Fechenheim”, został zniszczony w pobliżu Bergen w 1955 roku.
Był jedynym niemieckim krążownikiem pomocniczym, który przetrwał wojnę. Jego dowódca Kapitän zur See Helmuth von Ruckteschell był jednym z dwóch niemieckich oficerów marynarki skazanych za zbrodnie wojenne.

## Zatopione jednostki
- 13.06.1940  „British Petrol” 6 891 BRT
- 26.06.1940  „Krosfonn” 9 323 BRT
- 10.07.1940  „Davisian” 6 433 BRT
- 13.07.1940  „King John” 5 228 BRT
- 04.08.1940  „Beaulieu” 6 114 BRT
- 08.08.1940  „Oostplein” 5 059 BRT
- 10.08.1940  „Killoran” 1 817 BRT
- 21.08.1940  „Anglo-Saxon” 5 596 BRT
- 02.08.1940  „Cymbeline” 6 317 BRT
- 08.09.1940  „Antonios Chandros” 5 866 BRT